# Sant Gaietà d'Aitona
Sant Gaietà d'Aitona és una capella del municipi d'Aitona (Segrià) inclosa en l'Inventari del Patrimoni Arquitectònic de Catalunya.

## Descripció
Capella d'una nau central i dues naus laterals més petites entre pilastres. A cada costat del presbiteri hi ha una sagristia. Les voltes són de quatre punts amb llunetes cegues i, sobre el creuer, hi ha una cúpula semiesfèrica. L'estructura del cor segueix per sobre de les capelles laterals. La teulada, a dues vessants, té al creuer un cimbori coronat per un llanternó. A la façana hi ha un portal d'arc de mig punt, una obertura circular al seu damunt i una semicircular a la seva dreta i, com a coronament, un campanar d'espadanya d'una obertura.